# Майский (Карачаево-Черкесия)
Майский — посёлок в Прикубанском районе Карачаево-Черкесской республики. Административный центр Майского сельского поселения.

## История
В 1964 г. Указом Президиума ВС РСФСР поселок Первая ферма совхоза «Октябрьский» переименован в Майский.

## Население
| 2002 | 2010 | 2021  |
| ---- | ---- | ----- |
| 982  | ↘813 | ↗1031 |